# Paiporta
Paiporta település Spanyolországban, Valencia tartományban. Paiporta Valencia, Alfafar, Benetússer, Catarroja, Massanassa és Picanya községekkel határos. Lakosainak száma 27 748 fő (2024).

## Népesség
A település népessége az utóbbi években az alábbiak szerint változott:
| Lakosok száma | 18 616 | 20 484 | 22 374 | 23 519 | 24 506 | 24 810 | 25 241 | 26 088 | 26 567 | 27 748 |
|               | 2001   | 2004   | 2007   | 2009   | 2012   | 2014   | 2017   | 2019   | 2022   | 2024   |